# Georgina Sánchez
Georgina Sánchez Torres (Valladolid, 1985) è una violoncellista, compositrice e direttrice d'orchestra spagnola.

## Biografia
A 29 anni, la violoncellista, compositrice e direttrice d'orchestra Georgina Sanchez, è considerata uno dei musicisti più versatili della sua generazione. Nata a Valladolid, inizia nel mondo del violoncello all'età di 7 anni, studiando al Conservatorio de Plasencia con José Ramón Serrano e l'insegnante Maria de Macedo a Madrid. Termina il grado medio al Conservatorio di Palencia, sotto la guida della violoncellista Nuria Muntañola Rosa, Pedro Gomez nella musica da camera e Felix del Barrio nella specialità della direzione d'orchestra. A 20 anni completò gli Studi Superiori Violoncello e Musica da Camera al Centro superiore Musikene di San Sebastián, sotto la guida di Asier Polo e Damián Martínez, con la qualifica di Matricola d'Onore. Successivamente perfezionò il violoncello solista a Parigi e Madrid con Philippe Muller (Parigi) e Natalia Shakhovskaya (Scuola Reina Sofia), mentre si laureò in Direzione d'Orchestra con Enrique García Asensio Maestri e Bruno Aprea.
Ha seguito corsi di Musicoterapia presso l'Università di Alcalá, e Direzione d'Orchestra presso la Fondazione Eutherpe. Le è stata concessa una borsa di studio dalla IEA (2005-2009) e Jeunesses Musicales de Madrid (2006-2007). Nel maggio del 2007 eseguì il Concerto per violoncello n.2 in re maggiore di Haydn davanti a Sua Maestà la Regina Sofia. È stata premiata in 30 concorsi di violoncello e musica da camera di livello nazionale e internazionale, come solista e in musica da camera. Il suo repertorio violoncellistico comprende dieci concerti per solista e orchestra e quindici sonate fino alle sue ultime composizioni scritte nel 2014. Dal 2002, ha offerto più di 300 recital e concerti da solista in tutta la Spagna, suonando concerti per violoncello di Haydn, Saint-Saens, Lalo, Vivaldi, Dvorak, accompagnata da orchestre come RTVE, Sinfónica del Vallés, Estremadura o Orchestra Sinfonica di Castilla e Leon, in teatri come il Monumental de Madrid, Saragozza Auditorium e Palau de la Música Catalana di Barcellona. Notevoli i recital accompagnata da pianoforte a i festival internazionali come Úbeda, San Sebastián, Alcobendas, Segovia, Tres Cantos, "Concerti Palazzo" Medinaceli, Sala delle Muse dell'Accademia Musicale Chigiana di Siena, o della Reale Accademia di Spagna a Roma (che ha ritrasmesso i suoi concerti alla radio e alla televisione numerose volte), e tour dell'Andalusia, Isole Baleari e centro nord della penisola, interpretando opere di compositori ebrei, spagnoli e latino-americani nel primo e post-romantica e contemporanea nelle altre due.
Nel 2004, ha registrato per RNE, Radio Clásica. Nel maggio 2007 ha eseguito le opere dal vivo di Schnittke e Bloch in "La notte cromatica". Ha inoltre collaborato con Cadena SER e Radio Villalba. Come compositrice ha al suo attivo più di 30 pezzi, come "Cadenze per i due concerti di Haydn", "Dopo un bacio", "Danze Farrucas" per violoncello solo, o "Sonatina Picarona" per violino e pianoforte, eseguiti tutti numerose volte in concerto, con grande successo di pubblico e critica. Molte delle sue composizioni sono accompagnate dalle poesie scritte da lei. Le sue creazioni "Hirundo rustica" e "La città del cielo" sono stati scelte nel 2013 dalla Royal Academy della lingua spagnola, per illustrare musicalmente l'annuncio di uno dei suoi ultimi dizionari. Nel 2006 ha condotto uno studio a proposito del salvataggio dei violoncellisti spagnoli dimenticati, e nel 2009 ha intrapreso un lavoro di ricerca per recuperare opere per violoncello della Generazione del 27. Con il clarinettista Francisco José Gil forma dal 2008 il duo "Santor - Gilort" di violoncello e clarinetto, formazione insolita per le sale da concerto, con il quale si è esibito in Russia, Germania, Italia e nella maggior parte della penisola iberica, e composto pezzi per il duo che suonano abbastanza regolarmente. Il suo lavoro "Cry Dance" è stato premiato all'unanimità al Concorso Internazionale di Musica da Camera "Saverio Mercadante" e "Città di Montecchio Maggiore" (Italia), "Chance Music Competition" (Mosca), "Città di Avila" e nel comune di Albacete Villalgordo del Júcar. Le sue opere per clarinetto sono state elogiati dagli esponenti più importanti del clarinetto in tutto il mondo. Georgina è a sua volta stata il primo violoncello del gruppo d'archi "Habemus Quartet" dedicato alla diffusione della musica contemporanea, con la quale hanno fatto il loro concerto di presentazione lo scorso novembre al Palacio de Cibeles a Madrid.
Essa ha anche adattato molte canzoni spagnole per violoncello e pianoforte di compositori come García Lorca, Angel Barrios, Isaac Albéniz, Ernesto Halffter. Compositori come Gabriel Loidi, Urtzi Izairoz o Sebastián marino e Julio Blasco le hanno dedicato loro opere.
Come direttore d'orchestra, Georgina ha al suo attivo un grande repertorio sinfonico. In vari corsi di perfezionamento ha diretto l'orchestra "Bios di Bilbao", l'Orchestra Nazionale Giovanile di Spagna, l'Orchestra Giovanile Sinfonica della Galizia, la Filarmonica "Città di Alcorcon", l'Ensemble del Cadaqués Orchestra, l'Orchestra Sinfonica di Euskadi, l'Orchestra Giovane provincia di Malaga, l'Orchestra della Gmg, l'Orchestra del Teatro Lirico dell'Accademia Italia, l'Orchestra Giovanile "Uto Ughi per Roma", la Filarmonica della FAO, la United Notes Orchestra, la Vaasa City Orchestra, l'Orchestra portoghese dell'Algarve, l'Orchestra Cordoba ed altre, in sale come l'Auditorio de Leon o la Basilica di Santa Sabina a Roma, dopo aver diretto nel 2013 la prima della sua composizione sinfonica, la corale “La Esperanza del Sabio”, con la partecipazione delle voci del coro selezionato da Samuel Rubio, avvenuta presso l'Auditorium di León. Dal 2010 è artista di Eurodelta Music, produttore con il quale svolge numerose registrazioni per la televisione. Nel 2010 è stata riconosciuta come miglior giovane artista di musica classica nella Comunità di Castiglia e Leon nella categoria della musica classica solista. Nel luglio 2012 è stata "Artista residente" e membro della giuria del "Salzburg Voice Festival". Nel mese di agosto 2013 si è messa in luce grazie alla registrazione del suo primo album, che comprende parte del suo lavoro per violoncello da solista e per violoncello e pianoforte, patrocinata dalla Fondazione "Medinaceli DeArte", la cui presentazione si è tenuta presso il Palazzo Ducale Villa ocelitana nel mese di agosto dello stesso anno. Nel 2014 ha inciso il suo secondo CD "Violoncello spagnolo" e nel luglio 2015 i suoi successivi due album, dedicati a Schumann, Rachmaninov, Dvorak e Lalo, e "El Vuelo del Pájaro" album mistico per violoncello, contrabbasso e voce. Nel 2014-2015 è stata direttore principale e membro fondatore della neonata Orchestra Giovanile Leonesa (JOL). Alla direzione di questo gruppo ha registrato un album che comprende l'insolita sinfonia per due pianoforti e archi del compositore e pianista Dinu Lipatti, per l'etichetta "The Recording Consort".
Come complemento per una formazione completa, ha studiato storia dell'arte presso la UNED (Universidad Nacional de Educación a Distancia).

Più di trenta premi e composizioni e più di duecento concerti in giro per la Francia, Germania, Paesi Bassi, Italia, Austria e in tutto il territorio spagnolo, confermano il percorso di questa violoncellista, compositrice e direttrice d'orchestra di 29 anni che, dal suo primo recital nel dicembre del 2002 ha sviluppato costantemente la sua carriera, la registrazione in Radio e TV, allo stesso tempo del suo primo CD che è presentato qui con le sue opere. Miglior solista di musica classica della regione Castiglia e León nel 2010. Solista della Fondazione Malher Philharmoniker da marzo a maggio 2013. Direttore principale e membro fondatore della León's Young Orchestra in 2014.

## Premi
Premi di Georgina Sanchez Torres:
- -Mención d'Onore nel Concorso del Forum dei violoncelli di España (luglio, 2001)
- -3º Premio nel Concorso Intercentros, rappresentando a Castilla y León. (dicembre, 2002)
- -1º Premio nel Certamen di Interpretazione Intercentros (Grado Superiore) (dicembre, 2003)[5]
- -1º Premio nel Concorso di Juventudes Permanente di Juventudes Musicales di España (Modalidad di arco) (ottobre, 2004)[6]
- -Premio-Beca di Juventudes Musicales di Madrid, giuria all'unanimità (per lo studio all'estero) (giugno, 2006-2007)
- -Premio-Beca di Alta Specializzazione di studi musicali dell'associazione di interpreti ed esecutori di Spagna (luglio, 2006-2010)
- -Diploma di merito dell'Accademia Chigiana di Siena (Italia), come miglior alunna della cattedra di Violoncello. (luglio, 2006)
- -“Clásicos en Ruta”, AIE (giugno, 2006)
- -Premio Speciale “Arturo Márquez”, por la mejor interpretación di la obra Lejanía Interior, escrita especialmente para el Concorso Internacional di Violonchelo Carlos Prieto di Méjico. (agosto, 2006)[7]
- -Premio del Concorso organizado por la Fundación Siglo, para tocar como solista con la orquesta Sinfónica di C. Y León. (novembre, 2007)
- -Jóvenes Solistas di León (para interpretar el concierto di A. Dvorak con la orquesta Odón Alonso) (novembre, 2007)[8]
- -2º Premio nel Concorso Nacional di Violonchelo “Chelo Arquillos” (aprile, 2009)
- -Premio “Circuitos di Música INJUVE” en categoría di solista (giugno, 2009)
- -1º Premio nel Concorso Internacional “Vive la Música”, por la interpretación del concierto di Saint – Saëns. (dicembre, 2009)
- -1º Premio nel Concorso Internacional “Vive la Música”, por la mejor interpretación di la obra “El Afilaol”, compuesta por Georgina Sánchez Torres. (dicembre, 2009)
- -1º Premio nel Concorso Internacional “Vive la Música”, interpretando “Gabriel’s Oboe”, di la película La Misión. (gennaio, 2010)
- -2º Premio del Concorso di música di camera “Jacobo Soto Carmona” (Albox-Almería) (febbraio, 2010)
- -1º Premio nel Concorso Internacional di Música di Camera di Villalgordo del Júcar (Albacete), con el dúo Santor - Gilort, por unanimidad del jurado. (aprile, 2010)[9]
- -“Premi Associació Concertante a modo di concert” nel Concorso Internacional di Música di Camera Josep Mirabent i Magrans, con el dúo Santor-Gilort. (luglio, 2010)
- -1º Premio al mejor solista di música clásica “Arte Joven”, di la comunidad di Castilla y León. (settembre, 2010)
- -2º Premio del Concorso di música di Camera “Rotary Club Sardinero” (Santander) (aprile, 2011), con el dúo Santor-Gilort.
- -Premio Manuel di Falla di la Universidad di Granada (Modalidad di Interpretación Musical), con el dúo Santor-Gilort, por unanimidad del jurado. (maggio, 2011)
- -1º Premio nel Concorso di Música di Camera “Ciudad di Ávila”, con el dúo Santor-Gilort, por unanimidad del jurado. (maggio, 2012)
- -3º Premio del I Concorso Internacional di Música di Camera Antón García aprile (Baza, Granada), con el dúo Santor-Gilort. (giugno, 2012)
- -1º Premio nel Concorso Internazionale di Musica da Camera con Clarinetto “Saverio Mercadante” (Bari-Italia), por unanimidad del jurado, con el dúo Santor-Gilort. (ottobre, 2012)
- 2º Premio nel Concorso Internazionale di Musica On Line “L'Estro Armónico”, con el dúo Santor-Gilort 9/10 (gennaio, 2013)
- 1º Premio nel Concorso Internazionale “Arte Musicale e Talento”, Città di Montecchio Maggiore, Italia, con el dúo Santor-Gilort. (luglio, 2013)
- Premio “Chance Music Competition”, Moscow, Rusia con el dúo Santor-Gilort (settembre, 2013)
- -3º Premio nel Concorso di música di Camera “Città di Riccione” (Rimini, Italia) (marzo, 2014) con el dúo Santor-Talón
- -1º Premio del Concorso di música di Camera “Jacobo Soto Carmona” (Albox-Almería) (marzo, 2014) con el dúo Santor-Talón
- -1º Premio di música di camera nel Concorso di la Accademia Italiana del Clarinete (ottobre, 2014) con el dúo Santor-Gilort
- -2º Premio di música di camera nel Concorso internacional di clarinete “Marco Fiorindo” (ottobre, 2014) con el dúo Santor-Gilort